# 金東斌
金 東斌(キム・ドンビン、김동빈)は大韓民国の軍人、企業家。太極武功勲章授与者。

## 経歴
1923年3月、咸鏡北道吉州郡に生まれる。満州の龍井中学校を卒業。学徒出陣して日本軍少尉。
1946年6月、警備士官学校第1期卒業、任少尉(軍番10114番)、第4連隊(光州)付。
1947年3月、陸軍士官学校生徒隊中隊長。
1950年6月、朝鮮戦争が勃発すると歩兵学校混成連隊(連隊長：兪海濬中領)が編成され副連隊長。連隊は第1師団（師団長：白善燁大領）の増援として派遣された。7月2日、混成第2師団（師団長：林善河大領）参謀長。1950年7月初めに第11連隊長の崔慶禄が首都師団に転任したので、後任として連隊長に任命される。その後、多富洞、平壌、雲山で勇戦する。
1950年12月、第1師団参謀長。
1951年7月、首都師団（師団長：宋堯讃准将）副師団長。
1951年11月末に歩兵学校高等軍事班に入校して教育を終えると、1952年3月に第9師団（師団長：金鐘五准将）副師団長。
後に砲兵学校特別班で教育を受け、1953年2月に第7師団砲兵団長。
1953年5月、第1師団長。
1954年、アメリカ陸軍指揮幕僚大学卒業。
1955年7月、第2軍参謀長
1956年、陸軍本部兵器監。
1957年、建国大学校卒業。
1959年、国防大学院卒業。陸軍歩兵学校長、陸軍本部企画統制室長、第2軍副司令官を歴任。
1961年5月、第2訓練所長、任中将。
1962年3月、戦闘兵科教育基地司令官。
1963年2月、第5軍団長。
1965年3月、国防部軍需次官補。
1967年3月、予備役編入。7月、大韓浚渫公社社長。
1971年、在郷軍人会事務総長。

## 叙勲
- 太極武功勲章 - 1953年8月27日
- 乙支武功勲章
- 忠武武功勲章
- 花郎武功勲章

## 関連サイト
- 戦争記念館公式
- 6.25戦争における太極武功勲章を受賞した英雄（戦争記念館）
- 国立大田顕忠院